# José Antonio Seade Kuri
José Antonio Seade Kuri (Ciudad de México, 20 de mayo de 1954) es un matemático, investigador y académico mexicano. Fue presidente de la Sociedad Matemática Mexicana (1986-1988) y jefe de la Unidad Foránea del Instituto de Matemáticas de la Universidad Nacional Autónoma de México con sede en Cuernavaca (2001-2004). Es investigador nivel III del Sistema Nacional de Investigadores del gobierno de México desde 1999 y director del Instituto de Matemáticas de la UNAM desde 2014.

## Carrera

### Formación académica
Seade Kuri obtuvo su licenciatura en matemáticas en la Facultad de Ciencias de la Universidad Nacional Autónoma de México (UNAM) en 1976. En Inglaterra hizo sus estudios de maestría y doctorado en Topología algebraica en la Universidad de Oxford, bajo la dirección de Brian Steer y Nigel Hitchin. Obtuvo el grado de doctor en 1980 con la tesis The quotient of some classical groups by discrete subgroups and homotopy.

### Actividad profesional
Se integró al Instituto de Matemáticas de la Universidad Nacional Autónoma de México como investigador de tiempo completo en 1980 y a la Unidad Cuernavaca en 1996. Es investigador nivel III del Sistema Nacional de Investigadores del gobierno de México e investigador titular C del Instituto de Matemáticas de la UNAM, donde ha sido reconocido con el nivel D del PRIDE, el Programa de Primas al Desempeño del Personal Académico de Tiempo Completo.

### Producción científica
El trabajo científico de Seade Kuri ha versado principalmente sobre las áreas de teoría de singularidades y sistemas dinámicos. En teoría de singularidades ha hecho contribuciones en el estudio del comportamiento de las funciones analíticas cerca de sus puntos críticos. Ha hecho también generalizaciones a dimensiones altas de la teoría clásica de grupos Kleinianos. Esta línea de investigación tiene importantes puntos en común con la geometría hiperbólica compleja.
Ha escrito trabajos de investigación con más de 40 coautores de 10 países diferentes que han dado origen a más de 60 artículos de investigación, varios de ellos publicados en prestigiadas revistas, así como 3 monografías de investigación. Dos de ellas publicadas en la serie «Progress in Mathematics» de la editorial Birkhäuser, en 2005 y 2012, y la otra publicada en la serie «Lecture Notes in Mathematics» de Springer-Verlag. Tiene un libro de texto publicado por la Facultad de Ciencias de la UNAM, que fue traducido al inglés y publicado por Birkhäuser. Sus trabajos de investigación cuentan con cerca de 400 citas.

## Contribuciones al medio matemático
Seade ha formado parte del comité científico de múltiples congresos a nivel nacional e internacional y ha tenido un papel importante en la formación de las escuelas mexicanas de investigación en sistemas dinámicos y en teoría de singularidades, que ya son reconocidas internacionalmente.
Durante su gestión como presidente de la Sociedad Matemática Mexicana (1986-1988) fundó la Olimpiada Mexicana de Matemáticas, que fue modelo para las olimpiadas que ahora se realizan en otras disciplinas. También fue fundador de la primera Escuela de Matemáticas de América Latina y el Caribe, EMALCA, programa de escuelas de la Unión Matemática de América Latina y el Caribe, UMALCA, que ahora se ha extendido a toda América Latina.
En 2009, fundó en Cuernavaca el Laboratorio Internacional de Matemáticas Solomon Lefschetz (LAISLA) al interior del Instituto de Matemáticas de la UNAM, este laboratorio está asociado al Centro Nacional para la Investigación Científica de Francia y al Consejo Nacional de Ciencia y Tecnología de México, del que es coordinador científico.

## Premios y distinciones
Seade es miembro de la Academia Mexicana de Ciencias y de la Academia de Ciencias para el Mundo en Desarrollo. Entre otras instituciones educativas, ha sido investigador visitante en la Universidad de Durham en Inglaterra y en la Escuela Normal Superior de Lyon en Francia; donde recibió los reconocimientos Alan David Richards Fellowship y Professeur Classe Exceptionnel, respectivamente.
Forma parte de la junta de directores del Banff International Research Station, del comité científico de la Paciﬁc Rim International Mathematical Association y del comité editorial de varias revistas científicas.
Recibió el premio Ferran Sunyer i Balaguer en 2005 y 2012, por sus trabajos «On the topology of isolated singularities in analytic spaces» y «Complex Kleinian Groups». Este premio es otorgado a los últimos avances en investigación en matemáticas por la Fundación Ferran Sunyer i Balaguer de Barcelona, España.